# Mentha pyramidalis
Mentha pyramidalis là một loài thực vật có hoa trong họ Hoa môi. Loài này được Ten. mô tả khoa học đầu tiên năm 1811.